# Buchlaufkarte
Die Buchlaufkarte wurde von Buchhandlungen zur Kontrolle des Lagerbestandes verwendet. Sie wurde in Bücher eingelegt, die in der Buchhandlung auslagen. Beim Verkauf wurde sie an der Kasse entnommen und zur Ergänzung aus dem Lager bzw. zur Nachbestellung benutzt. Die Buchlaufkarten konnten sich, je nach Firma oder Organisation, in Aufmachung, Inhalt und Notierungen unterscheiden.
Um die erforderlichen Informationen über die Gängigkeit eines Buchtitel zu erhalten und den Bestellvorgang zu vereinfachen, waren neben den üblichen bibliografischen Angaben (Verlag, Reihentitel und Reihennummer, ISBN, und Kurztitel) oftmals auch einkaufsbezogene Daten wie Bestellnummer des Barsortiments, Verlagsnummer sowie Angaben über Mindestlagerbestand, Anzahl der ergänzten Exemplare, Bestelldatum und Lieferant eingetragen. Ging eine Karte verloren, weil sie beim Verkauf (versehentlich) nicht entnommen oder das Buch gestohlen wurde, wurde eine neue Karte angelegt, sobald die Buchhandlung den Verlust bemerkte.
Mit der Einführung von geschlossenen Warensystemen erübrigen sich manuell geführte Karteikarten, da alle Ein- und Ausgänge im Computer erfasst werden und die Lagerkontrolle somit lückenlos durchführbar ist.